# Dataförvaltningsförordningen
Dataförvaltningsförordningen, eller förordning 2022/868, även känd som dataförvaltningsakten, är en europeisk förordning som reglerar dataförvaltning inom Europeiska unionen. Förordningen utgör en del av harmoniseringslagstiftningen för den inre marknaden. Den utfärdades av Europaparlamentet och Europeiska unionens råd den 30 maj 2022 och träder i kraft den 24 september 2023.
Förordningen är direkt tillämplig inom Europeiska unionen. Den väntas även, genom EES-avtalet, bli tillämplig i Island, Liechtenstein och Norge.